# Andrew Osagie
Andrew Osagie (né le 19 février 1988 à Harlow) est un athlète britannique spécialiste du 800 mètres.

## Carrière
Champion du Royaume-Uni espoir du 800 m en 2009, il remporte le titre national en salle senior en 2010 et se classe deuxième de l'édition 2011. Il fait ses débuts sur la scène internationale en 2010 et atteint les demi-finales des Championnats du monde en salle de Doha et des Jeux du Commonwealth de New Delhi.
En 2011, Andrew Osagie termine au pied du podium des Championnats d'Europe en salle de Paris-Bercy, échouant à quinze centièmes de seconde de l'Espagnol Kevin López, médaillé de bronze. Il se classe deuxième des Championnats du Royaume-Uni et porte son record personnel en plein air à 1 min 46 s 59 à l'occasion du British Grand Prix de Londres, réalisant les minima pour les Championnats du monde. À Daegu, il termine quatrième de sa demi-finale en 1 min 46 s 12.
Andrew Osagie porte son record personnel en salle à 1 min 46 s 53, en février 2012 à Birmingham. Sélectionné pour les Championnats du monde en salle d'Istanbul, il remporte sa première médaille internationale en terminant troisième de la finale du 800 m, derrière l’Éthiopien Mohammed Aman et le Tchèque Jakub Holuša. En mai, lors du meeting de Doha, première étape de la Ligue de diamant 2012, le Britannique enregistre un nouveau  record personnel en 1 min 44 s 64, se classant troisième de la course derrière les Kényans David Rudisha et Job Koech Kinyor.

## Palmarès
| Date | Compétition                    | Lieu     | Résultat | Temps         |
| ---- | ------------------------------ | -------- | -------- | ------------- |
| 2011 | Championnats d'Europe en salle | Paris    | 4e       | 1 min 48 s 50 |
| 2012 | Championnats du monde en salle | Istanbul | 3e       | 1 min 48 s 92 |
| 2012 | Jeux olympiques                | Londres  | 8e       | 1 min 43 s 77 |
| 2013 | Championnats du monde          | Moscou   | 5e       | 1 min 44 s 08 |
| 2014 | Championnats du monde en salle | Sopot    | 3e       | 1 min 47 s 10 |

### Records
| Épreuve | Épreuve      | Performance   | Lieu       | Date            |
| ------- | ------------ | ------------- | ---------- | --------------- |
| 800 m   | En plein air | 1 min 43 s 77 | Londres    | 9 août 2012     |
| 800 m   | En salle     | 1 min 45 s 22 | Birmingham | 15 février 2014 |